# Vincent Salazard
Vincent Salazard, né le 28 février 1909 à Sainte-Barbe-du-Tlelat (Algérie) et mort le 8 mars 1993 à Versailles, est un coureur cycliste français, en activité de 1933 à 1941,.

## Palmarès
- 1933
  -  Champion de France de cyclisme sur route Aspirant
  - 2e du Tour d'Oranie
  - 2e de Paris-Sens
  - 3e du Circuit de l'Allier
  - 3e de Paris-Hénin Liétard
- 1934
  - 9e du Grand Prix des Nations
- 1935
  - Nice-Toulon-Nice
    - 1re étape
    - 2e du Classement Général

  - Grand Prix cycliste d'Oranie
    - Classement Général
    - 2e et 7e étapes

  - 6e étape du Tour de l'Ouest

## Résultats sur le Tour de France
1 participation :
- 1934 : 27e au Classement Général